# Fredonia
Fredonia este un municipiu din departamentul Antioquia, Columbia.